# قناة الشرقية
قناة الشرقية هي قناة تلفزيونية فضائيةعراقية بدأ بثّها التجريبي في آذار عام 2004، والبث العادي في 4 أيار 2004. تبثّ القناة برامج إخبارية ورياضية وكوميدية ومسلسلات عراقية أصلية ومسلسلات عربية وبرامج الواقع. تبثّ القناة برامجها عبر الأقمار الصناعية عربسات ونايل سات وهوتبيرد، كما يتوفر البثّ الحي على الإنترنت عبر موقع القناة الألكتروني. الشرقية هي أول قناة عراقية مملوكة للقطاع الخاص وتمتلك عدد من المراسلين في العديد من مدن بلدان العالم.
يملك القناة سعد البزاز رجل أعمال وقيادي سابق في حزب البعث العربي الاشتراكي ويسكن في لندن، كان مدير الإذاعة والتلفزيون في تسعينيات القرن الماضي حتى عام 1992، بعدها انتقل للإقامة في المملكة المتحدة وبالتحديد لندن حيث يقيم هناك.
اشتهرت القناة ببرامجها الإنسانية مثل كرستة وعمل واليد البيضاء وخيرات رمضان والخيرات من تقديم المساعدات إلى الكثير من العوائل العراقية الفقيرة، بالإضافة إلى برامجها الكوميدية السياسية الساخرة.

## قنوات شقيقة

### الشرقية نيوز
في كانون الثاني 2011، توسّعت القناة بإطلاقها قناة جديدة إخبارية «الشرقية نيوز» تبثّ برامج إخبارية على مدار الساعة وتهتم بالشؤون العربية والعراقية كما تتابع الشؤون العالمية. موجودة على التردد 10892 عامودي H الترميز 27500 5/6 .

### الشرقية دراما
قناة جديدة أطلقتها مجموعة قنوات الشرقية بمناسبة حلول شهر رمضان للعام 2012، وتقوم هذه القناة بعرض كل ما هو جديد في عالم الدراما العربية. أُغلقت في 2013.

## برامج أصلية

### برامج حوارية ومنوعات
- صاية وصرماية
- فطوركم علينا (يُقدم في شهر رمضان تقديم هند نزار)
- مراسلون
- برنامج البرج العالي، يعدهُ ويقدمهُ الإعلامي العراقي خلات خليل إبراهيم
- كاريكاتير
- ام بي ثري Mp3
- برنامج فري Free، تقديم رسل العزاوي وإخراج علي أبو خمرة
- يوميات مدينة (حياة الناس بلا رتوش)
- أغاني زمان
- أطراف الحديث تقديم مجيد السامرائي
- تراجي
- خيرات رمضان
- FACE TV
- أصدقاء
- وزنك فلوس
- منتصف النهار
- مشاهير انترتيمنت، برنامج يختص بأخبار موسيقى البوب الكوري والدراما الكورية .

### دراما
- حب وحرب، للمخرج جمال عبد جاسم
- ساعة الصفر، للمخرج علي أبو سيف
- المواطن جي، للراحل عدنان إبراهيم
- فوبيا بغداد، للمخرج حسن حسني
- الباشا، عن شخصية نوري السعيد
- آخر الملوك، للمخرج حسن حسني
- إعلان حالة حب، للمخرج حسن حسني
- عفيفة اسكندر، للمخرج علي أبو سيف
- الباب الشرقي، للمخرج باسم قهار .

### الأعمال السياسية الكوميدية
- الحكو ... مات، للمخرج أوس الشرقي (2006)
- مات الحكو (2007)
- انباع الوطن، للمخرج أوس الشرقي (2007)
- دولة الرئيسة، المخرج أوس الشرقي (2008)
- أبو حقي، للمخرج أوس الشرقي (2009)
- العتاك، رسوم متحركة للمخرج مهند أبو خمرة (2011)
- الريس، رسوم متحركة للمخرج مهند أبو خمرة (2012)
- اربح مع ماجد، للمخرج أوس الشرقي (2004)
- نجوم الظهر، للمخرج أوس الشرقي (2009)
- فيلم هندي، للمخرج أوس الشرقي (2010)
- شلش من حي التنك، رسوم متحركة للمخرج مهند أبو خمرة (2013)
- سامبا، للمخرج مهند أبو خمرة (2011)
- كناري، (2010)
- فاصوليا، للمخرج سوران علي شريف (2012)
- زنود الست، للمخرج مهند أبو خمرة (2009)
- حبزبوز، رسوم متحركة للمخرج مهند أبو خمرة (2014)
- زرق ورق ، للمخرج أسامة الشرقي (2014)
- زرق ورق 2، للمخرج أسامة الشرقي (2015)
- شي بي شي، للمخرج أسامة الشرقي (2015)
- غسل ولبس (2016)
- زرق ورق 3 (2017 )

## قلادة الإبداع
جائزة قلادة الإبداع، قلادة تُقدم من قبل قناة الشرقية الفضائية للمبدعين والمتميزين الذين تميزوا بأعمالهم التي أصبحت حدثاً مميزا في تاريخ العراق والإعلام العراقي.
الحاصلين على جائزة الإبداع:
| السنة | الفائز بالجائزة    | العمل                          | ملاحظات          |
| ----- | ------------------ | ------------------------------ | ---------------- |
| 2008  | علي أبو خمرة       | فري الأسطورة                   | مخرج             |
| 2008  | رسل العزاوي        | فري الأسطورة                   | مقدمة            |
| 2009  | قاسم محمد          | سيرة حياته الإبداعية في المسرح | مخرج ومؤلف مسرحي |
| 2009  | عبد الخالق المختار | مُسلسل الباشا                   | ممثل             |

## شهداء الشرقية
استشهد 12 من كادر الشرقية 4 منهم كانوا يعملون في برنامج (فطوركم علينا) الذي قدمته شيماء عماد في حي الزنجيلي في شهر أيلول عام 2008 وتوعدت الحكومة العراقية بالقبض على الجناة وإحالتهم إلى القضاء.

## الإستهداف
تعرضت قناة الشرقية إلى محاولات عدة تضمنت إغلاق مكاتبها وملاحقتها قانونياً، ومقتل منتسبيها. حيث تعرض مراسل القناة في كركوك إلى محاولة اغتيال بعد تلقيه رسالة تهديد تطلب منه ترك العمل في القناة. كما قالت القناة بأنها تعرضت لتهديد من قبل مجهولين في نيسان 2009. وقد قال متصل مجهول عرف عن نفسه بأنه «منتسب إلى الجيش العراقي» بأنه تلقّى أوامر بإطلاق النار على كادر قناتي البغدادية والشرقية خلال مظاهرات 25 شباط 2011 ولم يتم التأكد من صحة هذه الإدعاءات من مصادر أخرى.

## حيادية القناة
وُجّهت كثير من التهم إلى الشرقية منها تأجيج الطائفية والتحريض على الحكومة العراقية بزعامة نوري المالكي بالإضافة إلى تمويلها من قبل رغد صدام حسين .

## وصلات خارجية
- الموقع الرسمي لقناة الشرقية